# Nicolás Uriarte
Nicolás Uriarte (Buenos Aires, 21 marzo 1990) è un pallavolista argentino, palleggiatore del Modena.

## Biografia
È il figlio dell'allenatore ed ex pallavolista Jon Uriarte.

## Caratteristiche tecniche
Muove i primi passi come libero, ruolo nel quale si disimpegna a livello giovanile, prima di diventare un palleggiatore.

## Carriera

### Club
La carriera di Nicolás Uriarte inizia nel settore giovanile dell'Azul, dove muove i primi passi praticando minivolley dall'età di sei anni. In seguito si trasferisce in Australia, seguendo il padre, diventato allenatore della nazionale maschile australiana, partecipando a soli quattordici anni all'Australian Volleyball League col Canberra Heat, giocando come libero. Rientrato in Argentina a soli sedici anni partecipa alla Liga A2 col GEBA, centrando la promozione nella Liga Argentina de Voleibol, in cui esordisce nella stagione 2007-08 con la maglia del La Unión de Formosa, passando al Mendoza nella stagione seguente.
Si trasferisce quindi in Italia nel campionato 2009-10, partecipando alla Serie A2 con la Zinella Bologna e approdando in Serie A1 nel campionato seguente, quando difende i colori della M. Roma. Nella stagione 2011-12 torna a giocare in patria, difendendo i colori del Boca Juniors, prima di trasferirsi nella stagione seguente al Buenos Aires Unidos, disputando le finali scudetto e venendo premiato come miglior palleggiatore in entrambe le annate, oltre a ricevere un premio come miglior difesa al campionato sudamericano per club 2013.
Nel campionato 2013-14 inizia una militanza di quattro annate nello Skra Bełchatów, club polacco impegnato in Polska Liga Siatkówki col quale si aggiudica uno scudetto, una Supercoppa polacca e una Coppa di Polonia. Nel campionato 2017-18 approda nella Superliga Série A brasiliana, vestendo la maglia del Sada, vincendo il campionato statale, la Supercoppa brasiliana, la Coppa del Brasile e il campionato sudamericano per club 2018, dove viene premiato come miglior palleggiatore. Nel campionato seguente è ancora nella massima divisione brasiliana, ma difendendo i colori della Funvic, aggiudicandosi il Campionato Paulista e lo scudetto.
Dopo un'annata in patria col Bolívar, nella quale si aggiudica la Supercoppa argentina, nella stagione 2020-21 approda nella Ligue A francese, al Narbonne, conquistando una Challenge Cup e venendo premiato come MVP: trascorso un biennio coi transalpini, nel campionato 2022-23 ritorna per altrettanto tempo al Sada, con il quale vince uno scudetto, due coppe nazionali, una Supercoppa brasiliana, due edizioni del Campionato Mineiro e altrettante del campionato sudamericano per club.
Nel campionato 2024-25 viene ingaggiato dall'Amigos do Vôlei, sempre nella massima divisione brasiliana, ma nel febbraio 2025 si trasferisce al Modena, nella Superlega italiana, per il resto dell'annata.

### Nazionale
Fa parte delle selezioni giovanili argentine, vincendo la medaglia d'argento al campionato sudamericano under 19 2006 e venendo premiato come miglior palleggiatore al campionato mondiale under 19; in seguito conquista la medaglia d'oro al campionato sudamericano under 21 2008, dove viene premiato come MVP, miglior palleggiatore e miglior servizio del torneo, e quella di bronzo al campionato mondiale under 21 2009.
Nel 2009 debutta nella nazionale argentina maggiore, con la quale in seguito vince la medaglia di bronzo ai XVI Giochi panamericani e quella d'argento al campionato sudamericano 2011. Dopo aver partecipato ai Giochi della XXX Olimpiade di Londra, vince ancora un argento al campionato sudamericano 2013. In seguito conquista la medaglia d'oro ai XVII Giochi panamericani.

## Palmarès

### Club
- Campionato polacco: 1

2013-14
- Campionato brasiliano: 3

2017-18, 2018-19, 2022-23
- Coppa di Polonia: 1

2015-16
- Coppa del Brasile: 3

2018, 2023, 2024
- Supercoppa polacca: 1

2014
- Supercoppa brasiliana: 2

2017, 2022
- Supercoppa argentina: 1

2019
- Campionato Mineiro: 3

2017, 2022, 2023
- Campionato Paulista: 1

2018
- Campionato sudamericano per club: 3

2018, 2023, 2024
- Challenge Cup: 1

2021-22

### Nazionale
- Campionato sudamericano under 19 2006
- Campionato sudamericano under 21 2008
- Campionato mondiale under 21 2009
- Giochi panamericani 2011
- Memorial Hubert Wagner 2012
- Giochi panamericani 2015

### Premi individuali
- 2007 - Campionato mondiale under 19: Miglior palleggiatore
- 2008 - Campionato sudamericano under 21: MVP
- 2008 - Campionato sudamericano under 21: Miglior servizio
- 2008 - Campionato sudamericano under 21: Miglior palleggiatore
- 2012 - Liga Argentina de Voleibol: Miglior palleggiatore
- 2013 - Liga Argentina de Voleibol: Miglior palleggiatore
- 2013 - Campionato sudamericano per club: Miglior difesa
- 2018 - Campionato sudamericano per club: Miglior palleggiatore
- 2018 - Superliga Série A: Craque da Galera
- 2022 - Challenge Cup: MVP